# Blue Steel - Bersaglio mortale
Blue Steel - Bersaglio mortale (Blue Steel) è un film del 1990 diretto da Kathryn Bigelow.

## Trama
L'agente Megan Turner, appena arruolatasi nel corpo di polizia di New York, sventa una rapina a un supermercato uccidendo il rapinatore. Purtroppo per lei inizia un incubo, perché uno dei clienti del supermercato, Eugene Hunt, agente di cambio di Wall Street, che al momento della rapina sta facendo la spesa, crollato psicologicamente e impazzito a causa della sparatoria, all'insaputa di Megan, trattiene furtivamente la 44 Magnum del rapinatore, facendo in modo che Megan venga così accusata d'eccesso di legittima difesa e, di conseguenza, sospesa fin dal primo giorno di servizio. Eugene intanto s'ossessiona al pensiero di Megan, che vede come una "luce" divina per guarire da questa sua follia, inizia a corteggiarla e, nel frattempo, di notte, comincia a uccidere gente inerme a colpi di pistola, ma lasciando i bossoli col nome di Megan inciso sopra.
L'investigatore Nick Mann, che segue il caso, preme perché Megan sia reintegrata come detective della Squadra omicidi, in modo da poterlo aiutare nella soluzione del caso. L'uomo ha infatti intuito che l'assassino conosce Megan. Intanto, durante uno dei loro incontri, Eugene chiede a Megan di tenere la pistola in mano e puntargliela addosso, e nel frattempo le fa capire di essere stato lui l'artefice di tutto, in preda alla follia. Eugene viene arrestato, ma subito dopo liberato per insufficienza di prove, dato che Megan non ha trovato l'arma del delitto.
Ora che è libero, Eugene punta a Megan e, dato che vuole affrontarla faccia a faccia, uccide chiunque prova a intralciarlo, prima tra tutte Tracy, migliore amica di Megan. Riesce addirittura a terrorizzarla arrivando a casa dei genitori di Megan, che la ragazza va a trovare ogni tanto. E fa di tutto perché ogni volta sia rilasciato dalla polizia per insufficienza di prove. Nel tentativo di riuscire a trovare la pistola, che Eugene tiene sotterrata in un parco vicino a casa, tenta anche di uccidere l'investigatore Mann, fortunatamente senza riuscirvi. Megan, che ormai s'è innamorata di Nick, intrattiene una relazione sentimentale con lui. Una sera, a casa di Megan dopo una notte d'amore tra i due, Eugene entra furtivamente in casa e prima ferisce Nick per poi tentare di stuprare e soffocare Megan, ma la donna si difende tempestivamente e mette in fuga Eugene.
Trasportati entrambi in ospedale, Megan dopo una notte di incubi per colpa di Eugene e per il male subito dallo psicopatico, con la scusa d'aiuto neutralizza l'agente di sorveglianza e riesce a rubare l'uniforme da poliziotto allontanandosi dall'ospedale alla ricerca dello squilibrato per mettere fine ai torti subiti. Sapendo che l'uomo la stava pedinando già da fuori l'ospedale, si incammina in metropolitana fingendo di essere ignara di essere seguita, ma di scatto si gira e spara a Eugene, che rimane ferito e riesce a rispondere al fuoco ferendo la stessa Megan e dandosi di nuovo alla fuga in strada. Megan non demorde e insegue l'uomo e dopo varie sparatorie, l'uomo ferito e senza colpi nel caricatore, rimane inerme di fronte a Megan che senza esitare gli spara tre colpi di pistola al petto e mette fine alla follia criminale di Eugene, vendicando anche se stessa. Il film finisce con Megan che, ferita, viene riportata in ospedale.